# Albara
Albara és un gènere de papallones nocturnes de la subfamília Drepaninae.

## Taxonomia
- Albara reversaria Walker, 1866
- Albara hollowayi Watson, 1970